# Raji C. Steineck
Raji C. Steineck (eigentlich Christian Carl Ludwig Steineck; * 1966) ist ein deutscher Japanologe und Philosoph.

## Leben
Steineck studierte Japanologie, Philosophie und Musikwissenschaft an der Universität Bonn und schloss 1993 mit dem Magister Artium ab. 1999 promovierte er ebendort in Philosophie. Während und nach dem Promotionsstudium arbeitete er als freiberuflicher EDV-Berater. Nach der Promotion nahm er Lehraufträge an der Universitäten Bonn und Frankfurt am Main wahr. 2001/02 war er als Stipendiat der Alexander-von-Humboldt-Stiftung und der Japan Society for the Promotion of Science (JSPS) Gastforscher an der Universität Kyōto. Von 2002 bis 2006 arbeitete er als Wissenschaftlicher Mitarbeiter am von der Deutschen Forschungsgemeinschaft geförderten Projekt «Bioethische Konflikte in Japan» der Forschungsstelle Modernes Japan der Universität Bonn. 2006 wurde er in Bonn habilitiert. 2007 vertrat er die Professur für Kultur- und Ideengeschichte Japans an der Goethe-Universität Frankfurt am Main. Seit 2008 ist Steineck außerordentlicher, seit 2014 ordentlicher Professor für philologisch-kulturwissenschaftliche Japanologie an der Universität Zürich. Er war von 2012 bis 2018 gemeinsam mit Katja Schmidtpott Vorsitzender der Gesellschaft für Japanforschung (GJF). Weiterhin ist er Präsident der International Society for the Study of Time (ISST).
Steineck lernte 1997 in Japan Kampftechniken (Kikōdō, moderne Variante des Taijiquan) kennen, die er zusammen mit zwei weiteren Trainern weiterentwickelte und als Longdao Kung Fu in Bonn anbot.
Er veröffentlicht seit 2011 als Raji C. Steineck, vorher als Christian Steineck.

## Werk

### Mystik und Zen-Buddhismus/Dōgen-Forschungen
In seinem Buch Grundstrukturen mystischen Denkens versucht Steineck zu belegen, dass sich die Übereinstimmungen zwischen den mystischen Lehren verschiedener Religionen aus den logischen Folgen gemeinsamer Grundannahmen erklären lassen. Damit stellt er sich gegen die These, dass sie unmittelbar auf einer einheitlichen mystischen Erfahrung beruhen oder Beweis für die Wahrheit mystischer Lehren sind. Zum Beleg vergleicht er Texte von christlichen Mystikern (Meister Eckhart, Nicolaus Cusanus, Jakob Böhme) und zen-buddhistischen Meistern (Huangbo, Bankei, Dōgen). Alle teilen die Vorstellung, dass die gewöhnliche Wirklichkeit von einer „vollkommenen Wirklichkeit“ (eine perfekte, vollendete Realität) getragen wird, zu der prinzipiell jeder Mensch Zugang gewinnen kann: „Die mystische 'Wahrheit' [...] wird realisiert in einer häufig 'Einheit' genannten, von Distanzlosigkeit und Unmittelbarkeit gekennzeichneten Beziehung zu etwas, das in dieser Beziehung mit der Autorität des schlechthin Wertvollen auftritt. Religiös und weltanschaulich neutral könnte man dieses ungegenständlich gedachte 'Etwas' als 'vollkommene Wirklichkeit' bezeichnen.“  Das Bewusstsein der Einheit mit dieser vollkommenen Wirklichkeit gilt für die Mystiker als das höchste Ziel des menschlichen Daseins.
Im Hauptteil der Arbeit analysiert Steineck ausführlich, wie die untersuchten Autoren diese perfekte Realität und den Zugang zu ihr beschreiben. Dabei geht er auch auf Unterschiede zwischen ihnen ein und zeigt, wie sich das Konzept der vollkommenen Wirklichkeit auf die Deutung traditioneller Dogmen der jeweiligen Religionen auswirkt. Er weist nach, dass die Mystiker in Konsequenz ihrer Grundannahme dazu gebracht werden, Kernelemente der traditionellen Religion wie die Schöpfungsgeschichte oder die Rolle von Jesus im Christentum beziehungsweise die Karma-Vorstellung und zentrale Verhaltensregeln im Buddhismus zu relativieren oder umzudeuten. Das führt entweder zu Brüchen in ihrem Denken oder zu Konflikten mit den jeweiligen Traditionen und ihren etablierten Institutionen. Gerade an diesen Stellen entwickeln sich die Besonderheiten der jeweiligen mystischen Denker.
Im Schlusskapitel arbeitet Steineck den logischen Zusammenhang zwischen den gemeinsamen Elementen der mystischen Lehren heraus. Er zieht außerdem die Schlussfolgerung, dass es eine „reine Mystik“ nicht geben kann, weil der Gedanke der vollkommenen Wirklichkeit Bestimmtheit ausschließt. Mystisches Denken ist deshalb, so Steineck, darauf angewiesen, dass es schon fertige Vorstellungen von der Welt aufgreifen und in die eigene Lehre einbauen kann.
Eine Rezension zu Grundstrukturen mystischen Denkens hebt hervor, dass „der Autor sehr eng an Originaltexten der verschiedenen Mystiker arbeitet“, wodurch „seine Argumentation sehr bereichernd und überzeugend“ werde, kritisiert allerdings: „Die Antworten auf die eingangs gestellten Fragen fallen knapp und abstrakt aus.“
Im Anschluss an Grundstrukturen mystischen Denkens veröffentlichte Steineck verschiedene Übersetzungen (Genjōkōan, Busshō, Sokushin zebutsu, Shinjin gakudō) und Analysen von Schriften des japanischen Zen-Mönchs Dōgen. Dabei konzentrierte er sich zunächst auf die philosophische Interpretation seiner Werke und stellte Dōgen als den Vertreter einer rationalen Weltanschauung dar. Insbesondere diskutierte er das philosophische Potenzial von Dōgens Ausführungen zu Leib und Seele. Später wandte er sich stärker der Kontextualisierung von Dōgens Schriften zu und stellte z. B. den rituellen Aspekt der Zen-Meditation heraus, die Dōgen mit der Erleuchtung. Weitere Studien beschäftigen sich mit den Genres und der praktischen Verwendung der von Dōgen geschriebenen sowie der in seinem Kloster präsenten Texte, oder mit dem Konzept von Autorschaft, das in seinem Werk sichtbar wird.

### Technik- und Bioethik
Von 2002 bis 2006 war Steineck Mitarbeiter der DFG-Forschergruppe „Kulturübergreifende Bioethik“. In dieser Zeit entstanden verschiedene Berichte und Analysen zu bioethischen Diskussionen in Japan. Schwerpunkte waren die Kritik am Hirntodkonzept sowie die Auseinandersetzung mit Körpervorstellungen in der japanischen Bioethik, die Steineck zur Diskussion von philosophisch-anthropologischen Problemen heranzog.
Im Resultat plädiert er für einen Pluralismus der Körperanschauungen, der in Betracht zieht, mit welcher Methode der jeweilige Körperbegriff gewonnen wird. Die Rückführung leiblicher Phänomene auf organisch-materielle Prozesse ist seiner Meinung nach zwar für die Medizin notwendig und legitim, darf aber nicht dahingehend überzogen werden, nur noch das Organische für wirklich zu halten. Bei jedem Eingriff am menschlichen Körper müsse dessen symbolischer Dimension Rechnung getragen werden.
Das Konzept des Hirntodes hält Steineck für unhaltbar und plädiert dafür, klinisch Hirntote nicht als Tote anzusehen. Daraus folgt seiner Meinung nach, dass Organentnahmen von Hirntoten das vorab gegebene Einverständnis der Spender voraussetzen.
Neben bioethischen beschäftigt Steineck sich auch mit technikethischen Fragen. In einem Beitrag zur Ethik der Atomkraft analysiert er diese Technologie auf der Basis des technikethischen Modells von Günter Ropohl mit Blick auf ihre zeitlichen Dimensionen. Dabei kommt er zu dem Schluss, dass es angesichts der Länge der Zeit, die nukleartechnische Anlagen überwacht und in Stand gehalten werden müssen, keine menschliche Individuen oder soziale Organisationen gibt, die für diese die Verantwortung übernehmen könnten. Die Verwendung von Nukleartechnik sei daher von vorneherein „organisierte Verantwortungslosigkeit“ und massive Schädigung von Mensch und Umwelt entsprechend der zu erwartende Normalfall.

### Kritik der symbolischen Formen
Sowohl Steinecks Arbeit zur Mystik als auch seine Untersuchungen zur Leibvorstellung bei Dōgen und zu den Körperkonzepten in der Bioethik sind von Ernst Cassirers Philosophie der symbolischen Formen beeinflusst. Deren „kritische Weiterentwicklung“ in Auseinandersetzung mit japanischen Quellen und Theorien kündigt er dann in seiner Kritik der symbolischen Formen I: Symbolische Form und Funktion an. Im fraglichen Band selbst beginnt er jedoch erst mit einer Bestandsaufnahme der wesentlichen Inhalte, Stärken und Schwächen von Cassirers Theorie. Dabei plädiert er, in den Worten einer Rezension, „überzeugend für die notwendige materielle Fixierung aller Gedanken in Symbolen.“ Darüber hinaus „hat sich Steineck hier ein beeindruckendes begriffliches Instrumentarium geschaffen, das sich, wie er schreibt, an der Auseinandersetzung mit japanischem Quellenmaterial zwar erst noch bewähren müsse“, schreibt Christian Uhl in seiner Rezension des Bandes. Diese Auseinandersetzung mit japanischen Quellen findet im zweiten Teil des Vorhabens, der Kritik der Symbolischen Formen II – Zur Konfiguration altjapanischer Mythologien, ihren Platz. Im ersten Teil der Arbeit greift der Autor zunächst den Mythos (jp. 神話 shinwa) im Licht der Cassirer’schen Konzeption auf und stellt die Frage, inwiefern der Mythos als Symbolische Form verstanden werden kann. Dabei wird deutlich, dass das Verständnis Cassirers ein Weiter- und Überdenken notwendig macht. Diese Reflexion vollzieht Steineck im zweiten, längeren Teil des Bandes, in dem er nicht nur die kaiserlichen Mythensammlungen Kojiki und Nihonshoki eingehend behandelt, sondern auch weiteres Quellenmaterial wie die Gedichte der kaiserlichen Poesie-Anthologie Man’yōshū oder norito-Ritualtexte in die Überlegungen einbezieht. Anhand der eingehenden Analyse kann so durch Steineck der Mythos-Begriff Cassirers an den japanischen Quellen korrigiert und erweitert werden. Die Historisierung des Quellenmaterials zeigt überdies auf, dass die noch von Cassirer postulierte Primitivität des Mythos aufgegeben werden muss: weit davon entfernt, naive Emanationen eines reinen Archaischen zu sein, sind Mythen und Mythen-Komplexe wichtige Bestandteile der politisch-religiösen Konsolidierung und aus diesem Grunde auch pragmatisch-reflektiert für die Werke ausgearbeitet worden. So kann der zweite Band der Kritik der Symbolischen Formen, in den Worten eines Rezensenten, durchaus „auch der Japanwissenschaft eine solide Grundlage [liefern], auf der eine erneuerte Auseinandersetzung mit der altjapanischen Mythologie und ihrem historischen Kontext erfolgen kann.“ Darüber hinaus hat Steineck zu weiteren Problemen der Symbolischen Formen sowie von Cassirer nicht miteinbezogenen Themenfeldern publiziert. Während „Cassirer nämlich nicht bereit [war], aus der Wendung zum Symbol bzw. zur symbolischen Form auch die darin implizierten „materialistischen“ Konsequenzen zu ziehen“, unternimmt Steineck in seinem Artikel Kritik der Kultur : Überlegungen zu Cassirers Konzept der symbolischen Form von der „Reflexion auf das Ineinander von Materialität und Idealität, das für das Symbolische konstitutiv ist“ ausgehend, den Versuch, die Konvergenz zwischen der Theorie der Symbolischen Formen zur Kritischen Theorie sowie zum Historischen Materialismus hervorzuheben. Zusammen mit Georg Blind erweitert Steineck ebenfalls die Reflexion zur Philosophie der Symbolischen Formen auf die Domäne der Wirtschaft. In Economics: The missing piece in E. Cassirer’s Theory of Symbolic Forms wird die Bedeutung der symbolischen Formen auf wirtschaftliches Handeln beleuchtet, wobei die These formuliert wird, dass „existierende Faktoren der Veränderung, die in der Wirtschaft erkennbar sind, wie Schwankungen in Angebot und Nachfrage sowie institutioneller Innovation, in kritischer Weise eine Überlagerung mit Erkenntnismustern erfordern, da sie die Akteure des Wandels in ihrem Verständnis wirtschaftlicher Probleme und folglich in ihren Reaktionen, die die materiellen Volkswirtschaften gestalten, leiten.“ Somit folgt daraus auch, dass symbolische Formen nie in „reiner“ Gestalt auftreten, sondern historisch bedingt sind und dass insbesondere die aktuelle Konfiguration des Ökonomischen keineswegs eine universellen oder gar zwingende ist.

### Zeitforschung
Ein weiteres zentrales Forschungsgebiet Steinecks umfasst die Zeitforschung, zu der er als Präsident der International Society for the Study of Time und Mitherausgeber der Zeitschrift KronoScope beiträgt. Aus dieser Beschäftigung heraus konzipiert und leitet Steineck das durch den European Research Council finanzierte und breit angelegte Forschungsprojekt zu Zeitvorstellungen im Japanischen Mittelalter: TIMEJ – Time in Medieval Japan (2017–2022). Als methodologische Grundlage dient unter anderem die herausgearbeitete Terminologie, die Steineck in seinen Aufsätzen zur Theorie der Zeit formuliert. Dazu gehören etwa Time in Old Japan: In Search of a Paradigm, wo Steineck sich mit Theoretikern wie J.T. Fraser, Y. Maki und G. Dux auseinandersetzt und Chronographical Analysis: an Essay in Methodology, in der er in Anlehnung auf die Kant’sche Kategorienlehre der Frage nachgeht, wie Zeit in Texten explizit und implizit zum Ausdruck kommt. In der – kritisch aufgearbeiteten – Tradition Cassirers stehend, stellt sich das Ziel des 5-jährigen Forschungsprojektes folgend dar:
TIMEJ furthermore takes a new approach to historical articulations of the concept of time, based on Ernst Cassirer's theory of symbolic forms. It examines symbolic representations and social regulations of time in a civilisation that is often contrasted with globalised modernity. However, instead of analysing medieval Japan as a unified "traditional" culture dominated by a single qualitative concept of time, we approach it as a dynamic and internally differentiated society. Thus we focus on its plural ways of registering, measuring, articulating, and regulating time with the aim to disclose the specific cultural practices operative in the respective ways it is negotiated. This will achieve a more comprehensive and detailed account of human strategies in dealing with this fundamental restriction of our existence.
Im Rahmen des Forschungsvorhabens, das die Thematik der Zeit ebenfalls aus den Perspektiven der Literatur, der Medizingeschichte sowie Wirtschaftsgeschichte behandelt, forscht Steineck zum Zeitverständnis innerhalb der symbolischen Domäne der Religion. Seine Forschungsschwerpunkte Dōgen und Philosophie der Symbolischen Formen verbindend, beschäftigt sich Steineck mit der Frage um den praktischen Umgang mit der Zeit in Zen-Tempeln im Umfeld Dōgens sowie dem Begriff der Zeit in den Schriften dieses zentralen Vertreters des japanischen Zen-Buddhismus. Die Ergebnisse sollen hierbei neues Licht auf das Zusammenspiel von der Idee der Zeit und deren praktische Anwendungen in der alltäglichen Zeitmessung werfen.

### Beiträge zur westlichen Rezeption japanischer Philosophie
Nicht zuletzt ist Steinecks Beitrag zur Rezeption japanischer Philosophie im Westen hervorzuheben. So stehen Lehre und Forschung im Zeichen einer Auseinandersetzung mit den Denkerinnen und Denkern Japans, die die Philosophie in Japan als solche ernst nimmt und ihren Standpunkt innerhalb der geistesgeschichtlichen Tradition so verortet, dass diese Verortung nicht zur kulturalistischen Reduktion verleitet. Dies leistet Steineck mit eingeleiteten und kommentierten Übersetzungen japanischer Philosophen wie z. B. Dōgen, Ōsugi Sakae oder Hiromatsu Wataru und kritischen Artikeln (z. B. zu Dōgen oder Nishida Kitarōs Ontologie). Auch ist Steineck Mitherausgeber und Co-Autor zweier Sammelbände, die sich mit Philosophie in Japan befassen. In Begriff und Bild der modernen japanischen Philosophie wird ein tentativer Überblick über die Entwicklung einer „modernen“ Philosophie in Japan seit der Meiji-Restauration sowie den neueren Stand der Forschung skizziert, an dem europäische wie auch japanische Autorinnen und Autoren mitgearbeitet haben. Die Publikation, so ein Rezensent, sei von großer Bedeutung, da es Gebiete der neueren japanischen Philosophie in den Fokus rückt, die bis anhin im Westen wenig Rezeption erfahren haben. Der Begriff der Philosophie wird seinerseits im Sammelband The Concept of Philosophy in Asia and the Islamic World. Vol.1: China and Japan im historischen Querschnitt für den Ostasiatischen Raum behandelt. Die Beiträge gehen hierbei der Frage nach, wie Philosophie in aussereuropäischen Traditionen betrieben wurde und welche Erkenntnisse über den Begriff der „Philosophie“ selbst aus dieser interkulturellen Perspektive gewonnen werden können. Die Publikationen dieser Reihe stehen in enger Verbindung zum u. a. von Steineck neu gegründeten Masterprogramm „Philosophie in Asien und der Islamischen Welt“ der Universität Zürich, das die Möglichkeit zur philologisch adäquaten Auseinandersetzung mit aussereuropäischen Philosophietraditionen bieten soll, was bislang europaweit ein Unikum darstellt.

## Schriften
- (Hrsg./Übersetzungen) Quellentexte des japanischen Amida-Buddhismus. Harrassowitz, Wiesbaden 1997, ISBN 3-447-03823-3.
- (Hrsg. mit Guido Rappe und Kōgaku Arifuku/Übersetzungen) Dōgen als Philosoph. Harrassowitz, Wiesbaden 2002, ISBN 3-447-04578-7.
- Grundstrukturen mystischen Denkens. Königshausen & Neumann, Würzburg 2000, ISBN 3-8260-1823-0 (= Dissertation, Universität Bonn, 1999).
- Leib und Herz bei Dōgen: Kommentierte Übersetzungen und theoretische Rekonstruktion. Academia Verlag, St. Augustin 2003, ISBN 3-89665-258-3.
- Der Leib in der japanischen Bioethik, mit einer Diskussion der Leibtheorie von Merleau-Ponty im Licht bioethischer Probleme. Königshausen & Neumann, Würzburg 2007, ISBN 978-3-8260-3662-0.
- (Hrsg. mit Ole Döring) Kultur und Bioethik: Eigentum am eigenen Körper. Nomos, Baden-Baden 2008, ISBN 978-3-8329-3249-7.
- (Hrsg. mit Claudia Clausius) Origins and Futures: Time Inflected and Reflected. Brill, Leiden u. a., 2013, ISBN 978-90-04-25168-7.
- (Hrsg. mit Elena Louisa Lange und Paulus Kaufmann) Begriff und Bild der modernen japanischen Philosophie. frommann-holzboog, Stuttgart, 2014, ISBN 978-3-7728-2629-0.
- Kritik der symbolischen Formen I: Symbolische Form und Funktion. frommann-holzboog, Stuttgart, 2014, ISBN 978-3-7728-2673-3.
- Kritik der symbolischen Formen II: Zur Konfiguration altjapanischer Mythologien. frommann-holzboog, Stuttgart, 2017, ISBN 978-3-7728-2758-7.
- (Hrsg. mit Robert H Gassmann, Elena Louisa Lange, Ralph Weber) Concepts of Philosophy in Asia and the Islamic World, Vol. 1: China and Japan. (Studien zur interkulturellen Philosophie / Studies in Intercultural Philosophy / Études de philosophie interculturelle, 25) Leiden & Boston: Brill, 2018, ISBN 978-90-04-30243-3.